# Behelfspersonenwagen MCi-43
Die Behelfspersonenwagen der Bauart MCi-43 entstanden auf der Basis von Konstruktionszeichnungen der Wagengattung Glmhs Leipzig und wurden ab 1943 von der Deutschen Reichsbahn beschafft, um den kriegsbedingten Verlusten an Personenzugwagen zu begegnen. Obwohl sie später zu Güterwagen zurückgebaut werden sollten, blieben diese Wagen auch noch lange nach Kriegsende im Personenverkehr unverzichtbar. Die Fahrzeuge wurden noch bis in die 1960er Jahre bei der Deutschen Bundesbahn eingesetzt, bei der Deutschen Reichsbahn sogar bis in die 1970er Jahre.
Die Buchstaben des Gattungszeichens MCi stehen für:
| M | Behelfspersonenwagen, Mannschaftswagen |
| C | Reisezugwagen dritter Klasse           |
| i | Wagen mit offenen Übergangsbrücken     |

## Technik
Bodenrahmen und Kastengerippe entsprachen den Glmhs des Gattungsbezirkes Leipzig praktisch vollständig, allerdings wurden zur Anpassung an den Einsatz als Reisezugwagen weichere Tragfedern mit weniger Federlagen eingebaut. Der spätere Einbau der Ladetüren wäre damit problemlos möglich gewesen. Die Türöffnungen waren mit Wandelementen verschlossen. Die Behelfspersonenwagen erhielten an jeder Seitenwand sechs Holz-Übersetzfenster. Für den Ein- und Ausstieg wurden in die Stirnwände nach innen öffnende Drehtüren eingebaut; die Einstiegsplattformen mit Übergang zum nächsten Wagen wurden auf die hierfür um 150 mm vorgeschuhten Pufferbohlen aufgebaut. Traglastenwagen erhielten aber wegen der beengten Platzverhältnisse auf den Bühnen zwei seitliche Einstiegstüren anstatt der äußeren Fenster. Teilweise wurden auch vorhandene Güterwagenkästen angepasst und auf nutzbare Bodenrahmen kriegsbeschädigter Personenwagen aufgesetzt, sodass verschiedene Ausführungen mit einem Achsstand von 7,5 bis 8 Metern, Wagen mit langen Reisezugwagentragfedern und auch dreiachsige Fahrzeuge existierten. Geliefert wurden die Wagen mit Ofenheizung (Ohz), im Zug der Erhaltung wurden sie später mit Dampfheizung und elektrischer Beleuchtung (EinhDynBel), die von einem unter dem Wagenboden aufgehängten riemengetriebenen Generator gespeist wurde, ausgerüstet.

## Einsatz

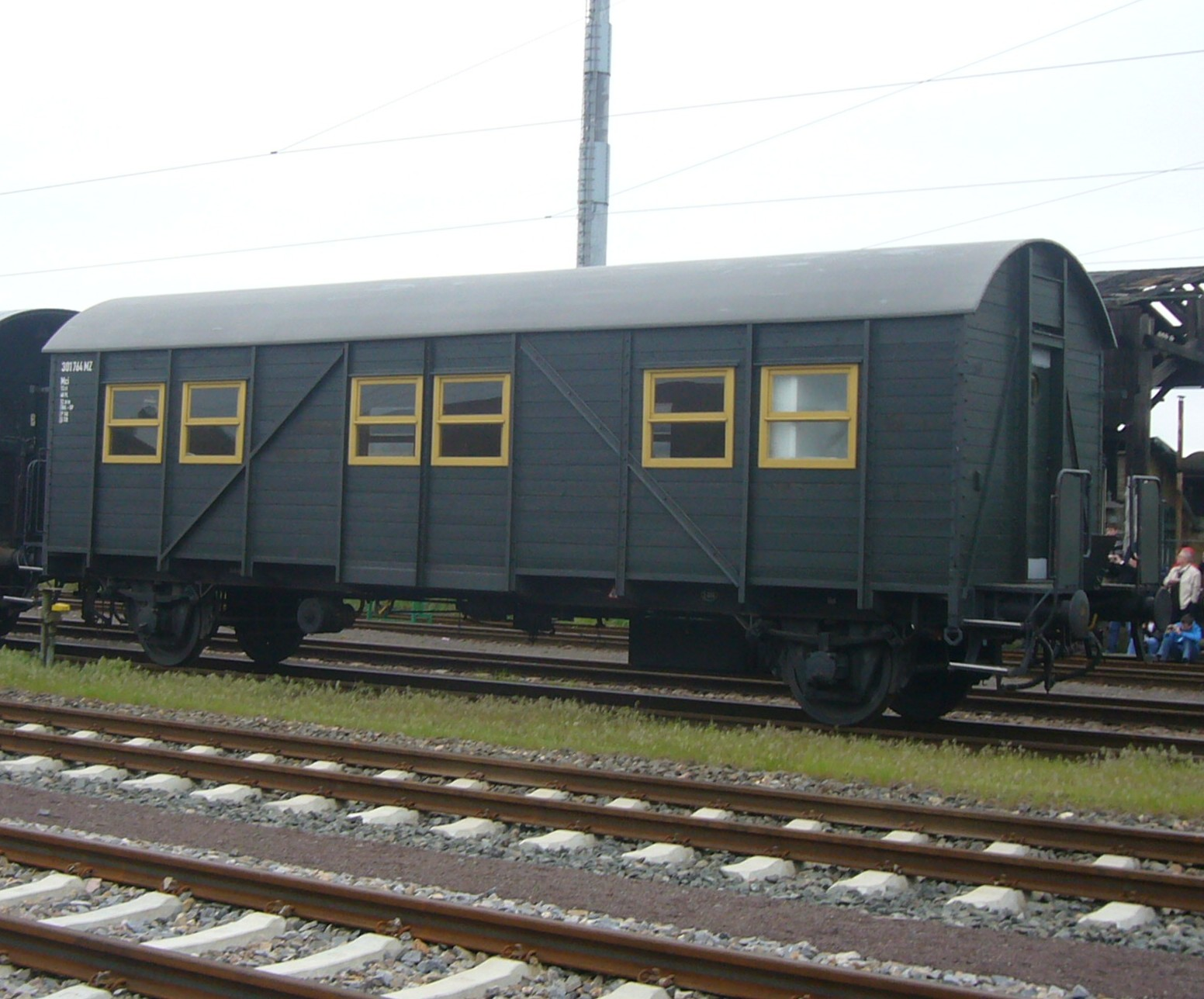
Behelfspersonenwagen der Bauart MCi im Eisenbahnmuseum Darmstadt-Kranichstein

Aufgrund des Wagenmangels nach dem Zweiten Weltkrieg wurden weitere Fahrzeuge dieser Bauart hergestellt. Sie wurden erst nach der Auslieferung der Umbauwagen ausgemustert oder zu Bauzug- und Bahndienstwagen umgebaut. 1956 wurden die Wagen nach Aufhebung der dritten Wagenklasse in MBi-43 umgezeichnet. Die 1966 noch im Bestand befindlichen Wagen erhielten EDV-Nummern, neue Gattungszeichen und Anschriften in Wagenmitte.
Anlässlich des Eisenbahnjubiläums 1985 ließ die DB einen zweiachsigen Behelfspersonenwagen rekonstruieren. Weitere MCi befinden sich im Besitz von Eisenbahnvereinen und werden teilweise im Museumsverkehr eingesetzt.
Ab 1950 ließ die DB aus je zwei Behelfspersonenwagen insgesamt 236 vierachsige Gepäck- und Expressgutwagen der Bauart MDie 996 herstellen, die noch bis in die 1980er Jahre im Einsatz waren.